# Estèrope (filla de Portàon)
Segons la mitologia grega, Estèrope (en grec antic: Στερόπη) va ser una filla de Portàon, rei de Calidó, i d'Èurite.
Era germana d'Eneu, Agri, Alcàtous, Melas, i Leucopeu. Es va casar amb el déu-riu Aqueloos i va ser la mare de les Sirenes.